# Херман II (Винценбург)
Херман II фон Винценбург (на немски: Hermann II von Winzenburg, † 29 януари 1152) от фамилията на графовете на Формбах, е граф на Винценбург, маркграф на Майсен (1123 – 1130) и ландграф на Тюрингия (1124 – 1130).

## Биография
Той е син и наследник на Херман I фон Винценбург († 1137/1138) и втората му съпруга Хедвиг фон Асел-Волтингероде (или Хедвиг от Крайна-Истрия). Херман II е дълги години в свитата на Адалберт I архиепископ на Майнц († 1137). Той е по право наследник на графовете от Рейнхаузен, на умрелия през 1122 г. граф Херман III фон Рейнхаузен, брат на баба му Матилда фон Рейнхаузен (дъщеря на граф Ели II фон Рейнхаузен). След осъждането и конфискацията на собствеността на баща му на 18 август 1130 г., Херман II живее в Рейнланд, вероятно в Майнц.
Херман II печели от 1138 г. уважението на император Конрад III и му помага против Велфите. Той получава Плесебург, става негов зет, присъства при важни събития. На 8 май 1150 г. той получава отново Винценбург. През 1142 г. наследява замък Бойнебург.
През нощта на 29 януари 1152 г. Херман и бременната му съпруга са убити от мразещите го с меч в замък Винценбург. Като негов роднина Хайнрих Лъв наследява неговата собственост на 13 октомври 1152 г.

## Семейство и деца
Херман II се жени два пъти.
Първи брак: през 1142 г. с Елизабет Австрийска (* 1124, † 1143 при раждане), по-малка дъщеря на маркграф Леополд III Благочестиви от род Бабенберги и на Агнес от Вайблинген, дъщеря на император Хайнрих IV, полусестра на крал Конрад III.
Втори брак: през 1148 г. с Луитгард от Щаде (* 1110, † 1152), дъщеря на граф Рудолф I фон Щаде, маркграф на Северна марка, вдовица на крал Ерик III от Дания и преди това разведена от граф Фридрих II фон Зомершенбург, пфалцграф на Саксония. Двамата имат децата:
- дъщеря (1149 – пр. 1204)

∞ 1170 граф Хайнрих I фон Шварцбург († 26 юли 1184)
∞ сл. 1184 г. Улрих фон Ветин граф на Ветин († 28 септември 1206)
- дъщеря (1150 – ), ∞ Магнус Борис от Дания, роднина на крал Ерик (Дом Естридсон)
- Хедвиг (1151 – ), прьопстин на Гандерсхайм